# Le Drôlatique
Le Drôlatique revue humoristique illustrée, est un journal satirique hebdomadaire paru en 1867, fondé par Alfred de Caston (pseudonyme de Léon-François-Antoine Aurifeuille).
Le premier numéro sort le 13 avril 1867 avec comme titre Drolatic-Industry qui sera abandonné à partir du numéro 3. Comme les nombreuses publications de cette époque, il se présente sur 4 pages au format 48,7 × 34,3 cm. La première page est occupée par un portrait-charge en lithographie, les pages suivantes développent un texte biographique sur la personnalité mise en avant, des rubriques diverses et la dernière page des encarts publicitaires. Le journal paraît le samedi ou le dimanche et comme ses concurrents est vendu dix centimes.
Les principaux dessinateurs employés sont Émile Durandeau pour les premiers numéros puis Étienne Carjat. Le journal disparaît avant la fin de 1867 après une vingtaine de numéros.

## Liste des portraits-charges publiés
1. -  13 avril  : Drolatic-Industry dessin non titré par Émile Durandeau
2. -  20 avril  : Drolatic-Industry Dorigny[1] par Émile Durandeau
3. -  28 avril  : Albert Wolff par Émile Durandeau
4. -  5 mai    : Carlotta Patti par Émile Durandeau
5. -  11 mai    : Baron Taylor par Émile Durandeau
6. -  18 mai    : Hippolyte de Villemessant par Émile Durandeau
7. -  25 mai    : Frédéric Lemaître par Étienne Carjat
8. -  1er juin  : Tony Revillon par Émile Durandeau
9. -  9 juin   : Anatole de la Forge par Étienne Carjat
  -  même date et même n° : René Savigny par Durandeau[2].
10. -  15 juin   : Cham par Émile Durandeau
11. -  22 juin   : Hortense Schneider par Émile Durandeau
12. -  29 juin   : Victor Hugo par Étienne Carjat
13. -  06 juillet : Johann Strauss par Émile Durandeau
14. -  13 juillet : Blondin[3]  par Émile Durandeau
15. -  20 juillet : Exposition universelle de 1867 par Carlo Gripp
16. -  27 juillet : Camille Flammarion par Gédéon
17. -  03 août  : Mademoiselle Delval par Charles Pipard (d)
18. -  10 août  : Le dompteur Batty[4] par Charles Pipard
19. -  17 août  : Clément-Just[5] par Charles Pipard
20. -  24 août  : Paul de Kock par Charles Pipard (peut-être le dernier numéro ?)

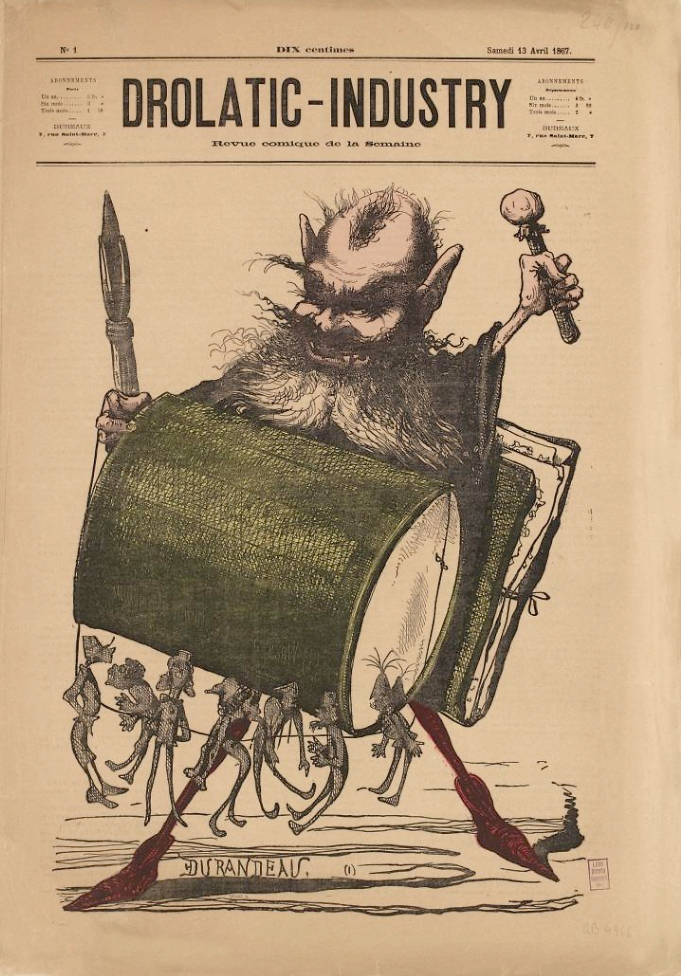
Numéro 1, peut-être un autoportrait d’Émile Durandeau ?
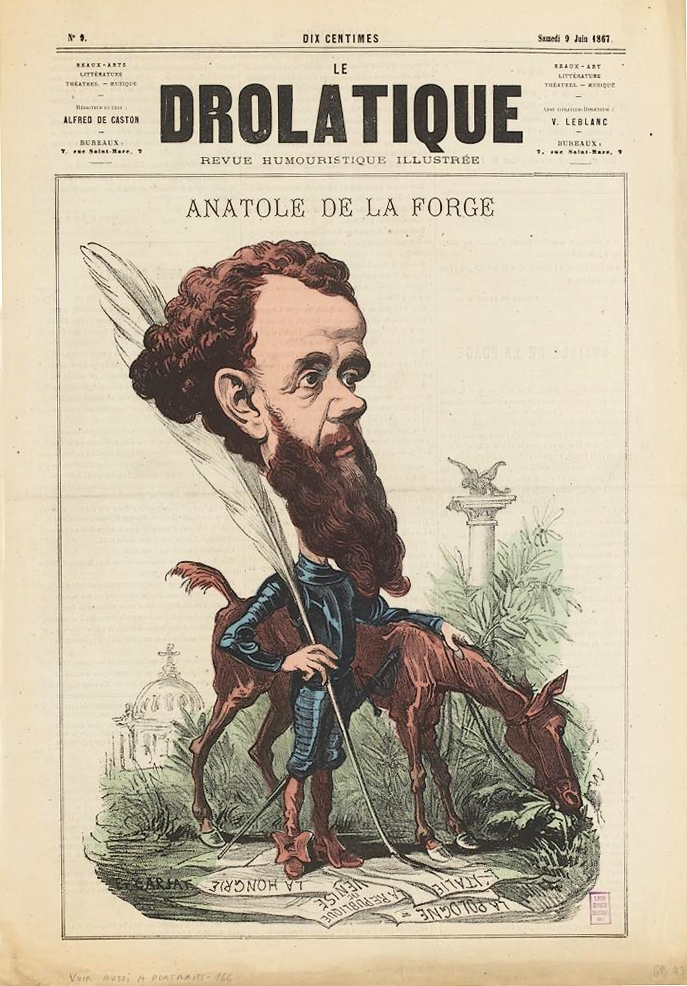
Numéro 9, Anatole de La Forge.
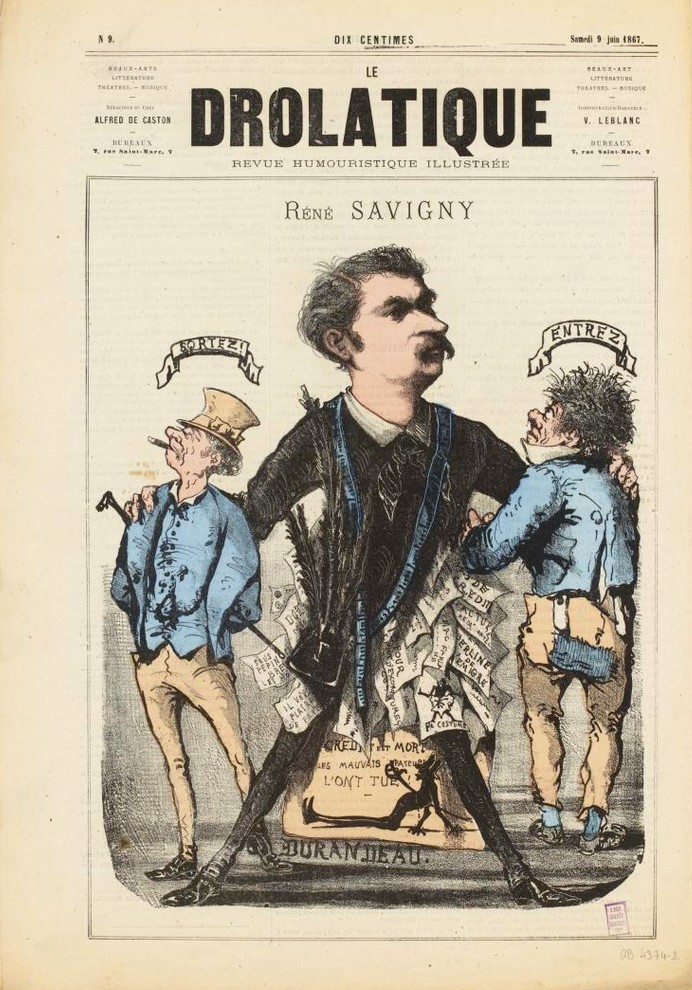
Autre numéro 9, René Savigny.
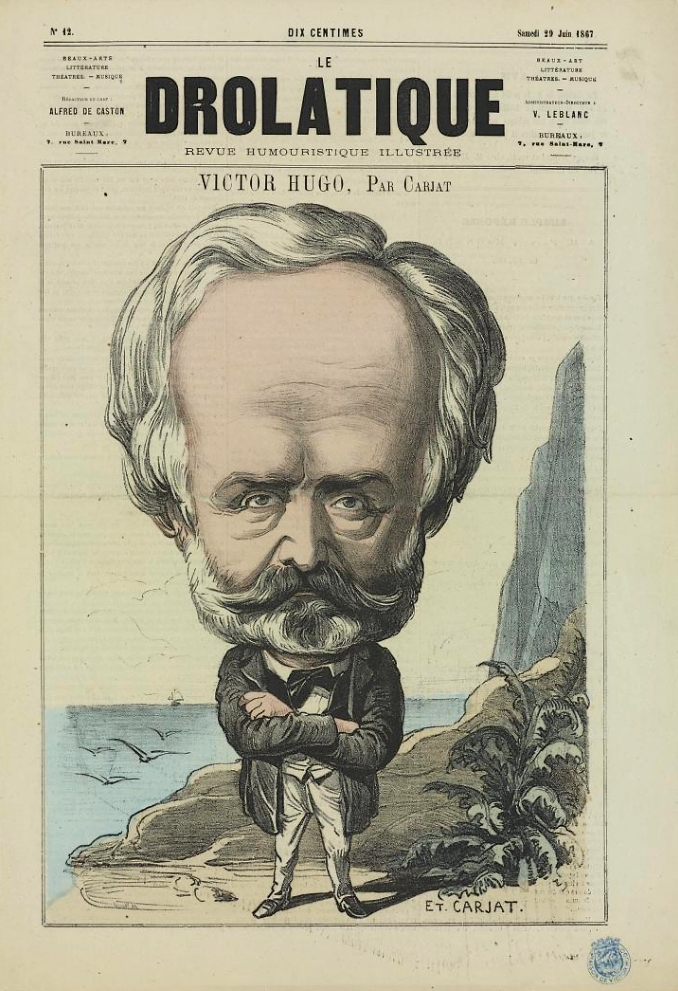
Numéro 12, Victor Hugo par Étienne Carjat.